# Конституционный референдум в Кыргызстане (2016)
Конституционный референдум в Кыргызстане был проведён 11 декабря 2016 года. Конституционные поправки были одобрены около 80 % избирателей.

## Фон
После обретения независимости Конституция была принята в 1993 году, с изменениями после референдумов в 1996, 1998, 2003, 2007 и 2010. Однако действующая Конституция запрещала любые изменения до 2020 года. Оригинальная версия Конституции 2010 года была изменена.

## Предлагаемые изменения
Предложенные изменения к Конституции были выдвинуты пятью партиями и включали усиление полномочий премьер-министра и Верховного Совета, а также проведение реформ в судебной системе. Предложенные изменения также определяли, что брак может быть только между «мужчиной и женщиной», а не «между двумя людьми» (это подверглось критике со стороны Венецианской комиссии Совета Европы). Так же был убран приоритет международного права над законодательством республики.

## Проведение
Имелись сообщения о предполагаемом мошенничестве. Некоторые политические партии прибегали к покупке голосов: люди рассказывали, что им предлагали от 500 до 1000 сомов (от $7 до $14) за голос. Выступая на пресс-конференции, заместитель Министра внутренних дел Алмаз Орозалиев сообщил о пяти таких случаях (три в Бишкеке и два  в Чуйской области).

## Результаты
| Выбор                               | Голосов   | %     |
| ----------------------------------- | --------- | ----- |
| За                                  | 955,447   | 79.59 |
| Против                              | 184,817   | 15.40 |
| Недействительные голоса             | 60,182    | 5.01  |
| Всего                               | 1,200,446 | 100   |
| Зарегистрированных избирателей/явка | 2,851,952 | 42.09 |
| Источник: «Шайлоо»                  |           |       |